# Удумбара, Чанмыр Александрович
Чанмыр Александрович Удумбара (20 апреля 1948 — 14 ноября 2021) — российский государственный деятель. Представитель в Совете Федерации России от Верховного Хурала Республики Тыва (2001—2002). Генерал-майор ФСБ.

## Биография
Родился 20 апреля 1948 в посёлке Эрбек Пий-Хемского района Тувы. Окончил Красноярский педагогический институт и Высшую школу КГБ СССР в Минске. Работал учителем в средней школе, служил в военно-морском флоте, затем преподавал в педагогическом училище.
С 1972 года работал в органах госбезопасности СССР. В 1993—2001 годах возглавлял Управление ФСБ по Туве.
С декабря 2001 года по октябрь 2002 года — представитель в Совете Федерации от Верховного Хурала Республики Тыва. Кандидатура Удумбары была предложена председателем хурала Шолбаном Кара-оолом. Был заместителем председателя комитета по делам Севера и малочисленных народов, членом комиссии по регламенту и организации парламентской деятельности. В октябре 2002 года новым составом Верховного Хурала полномочия Удумбары были прекращены, его место заняла Людмила Нарусова.
Имел государственные награды. За высокие личные показатели в служебной деятельности и заслуги в деле обеспечения безопасности Российской Федерации неоднократно поощрялся руководством ФСБ России и страны. Его имя включено в Государственную книгу Республики Тыва «Лучшие люди Тувы XX века».
Был женат, двое детей.